# Burg Walchen
Die Reste der Burg Walchen stehen im Ortsteil Walchen in der Gemeinde Vöcklamarkt im Bezirk Vöcklabruck des Landes Oberösterreich. Von der einstigen Burg ist nur mehr ein Turm erhalten.

## Geschichte
Die Herrschaft Walchen und das sich danach nennende Geschlecht werden 1040 erstmals urkundlich erwähnt. Die Walchen waren Ministeriale der Herrschaft Kammer. 1371 wird „ain hof ze Walhen“ noch als schaunbergisches Lehen erwähnt. Ein 1380 im Lehenbuch des Herzogs Albrecht III. genannter Ulrich von Walhen war sogar Pfleger von Schloss Kammer. Nach dem Lehenbuch des Königs Ladislaus Posthumus wird 1456 Hanns der Walch für sich und seine Brüder Balthasar, Jörg und Engelhart mit dem Sitz zu Walchen belehnt. Wolfgang Walch war um 1512 Pfleger von Burg Kogl. 1533 kam Walchen durch Heirat der Tochter Barbara des Konrad Walchs an Hans Tunser. Von diesen ging es an seinen Schwiegersohn Hanns Putz, der 1550 mit Walchen belehnt wurde. 1578 wurde die Familie Putz des Landesverrates beschuldigt, nach Wien gebracht, eingekerkert und gefoltert. Hanns Putz starb in der Haft. Sein Sohn Hieronymus musste nach seiner Freilassung seinen Besitz verkaufen und das Land verlassen. Er verkaufte 1583 Walchen zusammen mit dem Schloss Wildenhag an Hans Christian Geymann (Geumann) zu Gallspach und Tratteneck. Dieser ließ die alte und baufällig gewordene Burg abtragen und erbaute 1590 daneben das Schloss Walchen.

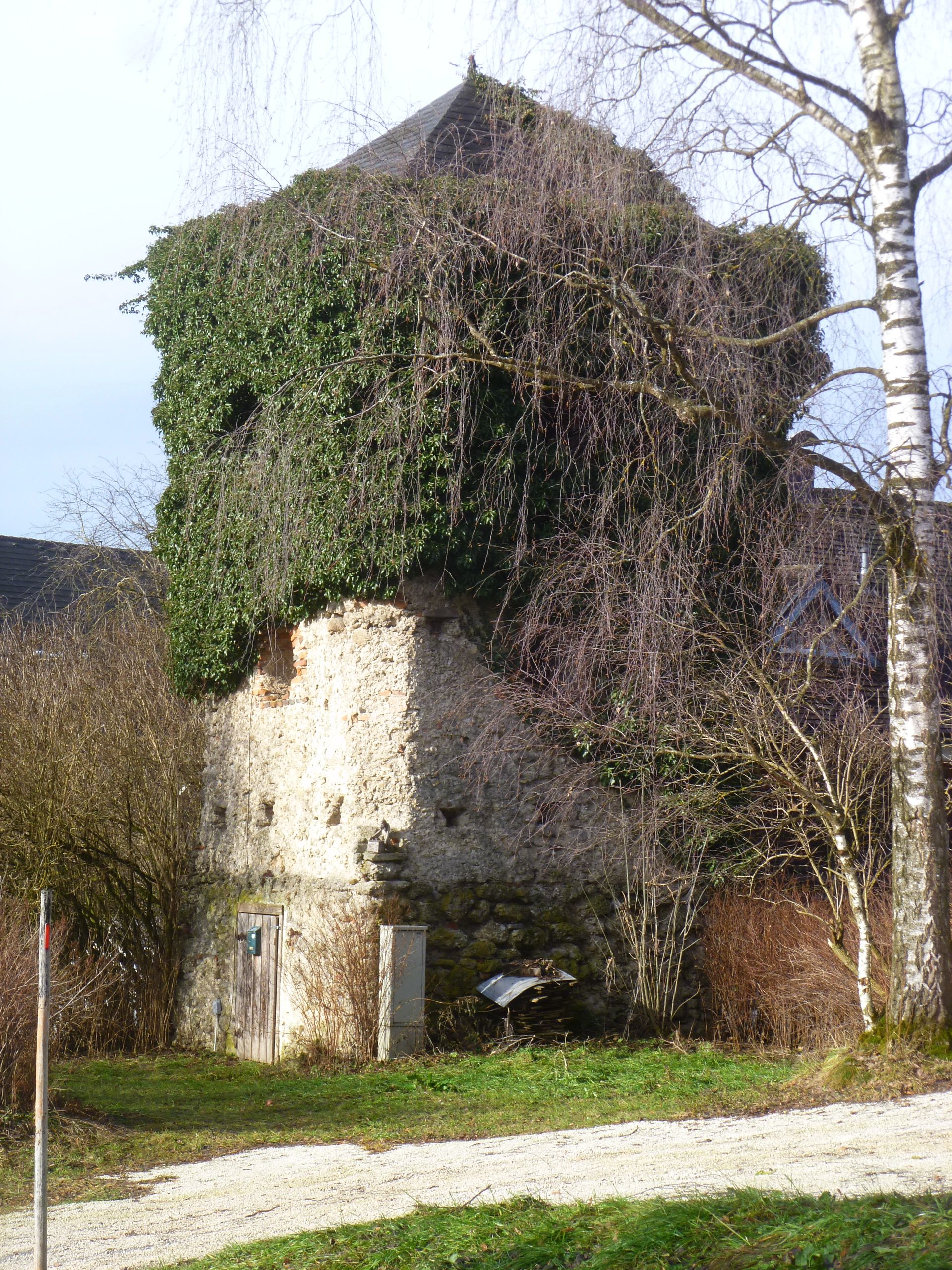
Turm der Burg Walchen

## Burg Walchen heute
Von der Burg ist nur mehr ein Turm erhalten. Im Erdgeschoß besitzt er eine andere Mauerstruktur als der leicht zurückspringende Aufbau der beiden oberen Stockwerke. Die Tür im Sockelbereich ist erst später ausgebrochen worden. Die Fensteröffnungen sind Ziegelwölbungen und dürften ebenfalls spätere Ausbrüche sein. Die aus der Wand ragenden Balkenstümpfe bzw. die Löcher im Mauerwerk deuten auf einen hölzernen Wehrgang hin, der nicht mehr existent ist.